# Манастирдере
Манастирдере (на турски: Çayırdere) е село в Източна Тракия, Турция, Околия Бунархисар, Вилает Лозенград.

## География
Манастирдере се намира в южното подножие на Странджа, източно от вилаетския център Лозенград (Къркларели) и северозападно от Бунархисар.